# Filaidas (demo)
Filaidas (griego antiguo Φιλαΐδαι) era el nombre de uno de los demos en que se dividió el territorio del Ática a partir de las Reformas de Clístenes, hacia el 508 a. C. Se localizaba probablemente cerca de Braurón, en la costa oriental del Ática, dado que recibía su nombre de Fileo, hijo de Áyax Telamonio, que nació en Braurón. Al demo de Filaidas perteneció Pisístrato.